# 唐彪
唐彪（?—?），字翼修，浙江蘭溪人，清朝教育家。
“金华名宿”，“秉铎武林，课徒讲学”，曾任会稽、长兴、仁和训导，主张“善诱”为“教学”。有《讀書作文譜》、《父子善誘法》。